# Черкащенко, Иван Иванович
Иван Иванович Черкащенко (20.08.1929-15.09.1995) — российский учёный в области разведения и селекции крупного рогатого скота, член-корреспондент ВАСХНИЛ (1978).

## Биография
Родился в д. Костряковка Федоровского района Кустанайской области. Окончил Московский зоотехнический институт коневодства (1951).
- 1951 зоотехник Еланского конезавода,
- 1951—1954 главный зоотехник совхоза «Гвардейский» Саратовской области.
- 1954—1958 аспирант ВНИИ животноводства (ВИЖ).
- 1958—1959 старший научный сотрудник Краснодарского НИИ сельского хозяйства,
- 1960—1971 старший научный сотрудник ВИЖ.
- 1971—1975 заведующий с.-х. отделом Высшей аттестационной комиссии Совета Министров СССР,
- 1975—1977 профессор Московской с.-х. академии им. К. А. Тимирязева,
- 1977—1982 ректор ВСХИЗО.
- 1982—1993 старший научный сотрудник отдела технологии мясного скотоводства, с 1984 заведующий лабораторией по изучению качества мяса ВИЖ.

Селекционер молочного и молочно-мясного крупного рогатого скота.
Доктор с.-х. наук (1969), профессор (1976), член-корреспондент ВАСХНИЛ (1978).
Награждён 2 медалями.
Опубликовал около 200 научных трудов. Книги:
- Как увеличить производство говядины. (Повышение мясной продуктивности скота и улучшение качества говядины). — М.: Россельхозиздат, 1963. — 226 с.
- Межпородное скрещивание крупного рогатого скота / соавт. Н. П. Руденко. — М.: Россельхозиздат, 1978. — 364 с.
- Функции вымени коров: учеб. пособие для фак. повышения квалификации руководящих кадров колхозов и совхозов и специалистов сел. хоз-ва. — М.: Колос, 1979. — 143 с.